# Doingt
Doingt is een gemeente in het Franse departement Somme (regio Hauts-de-France) en telt 1332 inwoners (2005). De plaats maakt deel uit van het arrondissement Péronne.

## Geografie
De oppervlakte van Doingt bedraagt 8,6 km², de bevolkingsdichtheid is 154,9 inwoners per km².
De onderstaande kaart toont de ligging van Doingt met de belangrijkste infrastructuur en aangrenzende gemeenten.

## Demografie
Onderstaande figuur toont het verloop van het inwonertal (bron: INSEE-tellingen).